# 劉智秀
RYU智秀（りゅう ともひで）は、日本のギタリスト、作曲編曲家で映画及びドラマやテレビCM音楽監督。

## 出演作品
- 2001年12月～2002年3月TBS【* 学校へ行こう《私を大学に連れてって》】に大型企画枠にレギュラーで出演[2]

## 作曲編曲参加作品
- 電撃BOPのセクシーマザーファッカーズに!! （2006年公開　DVD発売） LA ジャパンフィルムフェスティバル2009観客賞受賞[3]東葛国際映画祭2006審査員特別賞受賞
- デストロイ ヴィシャス（2011年3月５日公開　DVD発売）
- 冴え冴えてなほ滑稽な月（2013年9月7日公開　DVD発売）[4]
- 乱死怒町より愛を吐いて（2015年11月7日公開　DVD発売）[5]
- PLAN6 CHANNEL9　(2016年11月26日公開　DVD発売）[6]
- ヴィヴィアン武装ジェット（2017年9月16日公開）[7]
- 『ロッキンハートブレイカーズ』（2018年12月1日公開）
- サンテレビ 開局50周年記念連続ドラマ 『元町ロックンロールスウィンドル』 （2019年4月1日よりO.A.）[1]。（音楽監督　全１３話）※エンディング曲[8]
- デッド・フラワーズ（2020年3月14日公開）[9]
- サンテレビ連続ドラマ『惑星スミスでネイキッドランチを』（2021年4月5日よりO.A.）（音楽監督　全１３話）※エンディング曲[1]。
- テレビCM 『神山ラーメン』BGM[10]。
- サンテレビ年末ドラマ『勝手にライブをしやがれ！！』[11]（2022年12月30日O.A.）（音楽監督　1話完結）
- 芸人殺人日誌（2022年2月5日公開 ) [12]
- ゆるめるモ！『にんにん』作詞/松本一起　作編曲/RYU智秀[13]
- サンテレビ連続ドラマ『稲妻ムービーマーケット』（2023年4月3日よりO.A.）本編中のBGMはすべてオリジナル楽曲を使用（作曲・RYU智秀）[14]
- 中島らも遺作「DECO-CHIN」実写映画（2025年4月26日）（音楽監督）